# 索爾特韋爾斯 (內華達州)
索爾特韋爾斯（英語：Salt Wells）是位於美國內華達州邱吉爾縣的鬼鎮。

## 地理
索爾特韋爾斯所處的海拔為高於海平面1185米（即3888英呎），而該地所採用的時區為UTC-8，即太平洋时区（PST）。同時該地設有夏令時間，為UTC-8調快一小時，即UTC-7（PDT）。